# Sophia Loren
Sofia Costanza Brigida Villani Scicolone, ismertebb nevén Sophia Loren (Róma, 1934. szeptember 20. –) Oscar- és BAFTA-díjas olasz színésznő, énekesnő, szexszimbólum. 
Az egyetemes filmtörténet egyik legnépszerűbb sztárja. Egyike azon kevés filmcsillagnak, akik nemcsak a közönség, hanem a kollégák körében is igen népszerűek. Nem csak színésznőként közismert: a tökéletes feleség, családanya és háziasszony mintaképének számít, főleg hazájában. Szakácskönyveket is írt, s a nevével fémjelzett szemüvegek Magyarországon sem ismeretlenek. Az Amerikai Filmintézet listáján a 21. legnépszerűbb színésznő a világon.

## Nehéz kezdetek
Sophia Loren édesanyja Romilda Villani, apja Riccardo Scicolone, aki elhagyta az állapotos Romildát, de aztán mégis nevére vette a gyereket, és egy időre visszatért hozzájuk. Sophia sovány, beteges kislány volt, társai állítólag „piszkafának” csúfolták. A háborús évek alatt a család nagy szegénységben élt Pozzuoliban. Romilda nem tudott elhelyezkedni, viszont újabb lánygyermeket szült. A nagyszülők támogatták a férfi nélküli csonka családot. A háború befejezése Villaniék életét is megváltoztatta. Sophia gyönyörű lánnyá serdült, akinek szépségére mindenki felfigyelt. Az anya elhatározta, hogy elindítja lányát a siker útján, és benevezte a közeli Nápoly egyik szépségversenyére. A családi legenda szerint Romilda a függönyből varrt ruhát Sophiának. A versenyen a 15 éves szépség második helyezést ért el: 35 dollárt nyert, és egy jegyet Rómába. 1950-ben az egész család felköltözött a fővárosba. A céltudatos mama kivette Sophiát az iskolából, és állandó statiszta állást szerzett neki a Cinecittàban. A következő évben egy nagy magazin modellként szerződtette a lányt, aki Sofia Lazzaróra változtatta nevét.

## Találkozás Carlo Pontival
A fiatal Sophia véletlenül találkozott Carlo Pontival, az akkor 40 éves producerrel. (Más források szerint Ponti tagja volt ama bizonyos szépségverseny zsűrijének, és már ott felfigyelt Sophiára.) A férfi próbafelvételre hívta a lányt, ám a végeredmény nem volt meggyőző. A megkérdezettek akkori véleménye szerint Sophia nem elég fotogén (!), túl magas, sem alakja, sem mozgása nem megfelelő. A szerelmes producer azonban nem adta fel, és elhatározta, hogy sztárt csinál pártfogoltjából. Javaslatára a lány felvette a Sophia Loren nevet: addigi keresztneve Sofia volt, de Ponti szerint a Sophia elegánsabb. A Loren egy svéd színésznő, Martha Toren családnevének apró átalakításából származott. Sophia első főszerepe az Aida (1953) volt.

## Olaszországi sikerek
Az Aida sikere nyomán Loren egyre több szerepet kapott, immár nemcsak Ponti pártfogása, hanem saját tehetsége okán is. Az Egy nap a bíróságon és a Két éjszaka Kleopátrával újabb sikereket jelentettek, de az igazi népszerűséget Vittorio De Sica 1954-es filmje, a Nápoly aranya hozta meg számára: ebben egy pizzaárusnőt formált meg ellenállhatatlan temperamentummal. A sikert fokozni tudta a következő évben a Kenyér, szerelem, és… című vígjátékkal, amelybe Gina Lollobrigida túlzott gázsikövetelései miatt szerződtették. Ezt követően az olasz filmművészet mesterei kézről kézre adták: többek között Luigi Comencini és Alessandro Blasetti hívták forgatni. Hamar összekerült pályafutása legkedvesebb partnerével, Marcello Mastroiannival is, akivel az évek során összesen 13 filmet forgatott. Az olasz sikerek hatására Ponti úgy gondolta, hogy elérkezett az idő Hollywood meghódítására is. Az okos producer nagyon jól tudta, hogy ehhez mi a legjobb stratégia: megnyerni a legrangosabb rendezőket és a leghíresebb partnereket Sophia mellé. A taktika bevált: megbízható mesteremberek (Stanley Kramer, Henry Hathaway, Delbert Mann, Carol Reed, Sidney Lumet, George Cukor és mások) irányításával, kiváló partnerek társaságában a tengerentúlon is egyre többen jegyezték meg az olasz szépség arcát és nevét.

## Két férfi vonzásában
Sophia 1957-ben Stanley Kramer Büszkeség és szenvedély című filmjének forgatásán ismerkedett meg Cary Granttel. (Másik partnere a legendás Frank Sinatra volt.) Loren már fiatal lányként rajongott a híres amerikai sztárért, aki gálánsan felajánlotta, hogy segít neki az angol nyelv gyakorlásában. Munkakapcsolatuk szerelemmé mélyült. A színésznőt kételyek gyötörték: szerette Pontit, hálás volt a férfi támogatásáért, de a producer nős volt. Loren és Grant újabb filmet forgattak együtt, és románcuk kezdett kiteljesedni. A független Grant megkérte szépséges partnernője kezét. Ponti ekkor gyors cselekvésre szánta el magát: Mexikóban sikerült elválnia (Olaszországban még nem lehetett), és 1957. szeptember 17-én az ottani törvények alapján nőül vette Sophiát. Az olasz törvények szerint viszont a házasság érvénytelen volt, a hazai sajtó pedig kíméletlen támadásokat intézett a házaspár ellen. Cary Grant azonban tökéletes lovagként viselkedett, és élete végéig Sophia egyik legjobb barátja maradt. Amikor Loren és Ponti visszatértek Olaszországba, kénytelenek voltak külön lakásban élni. Házasságukat 1962-ben érvénytelenítették, majd négy év múlva ismét egybekeltek.

## A világsztár

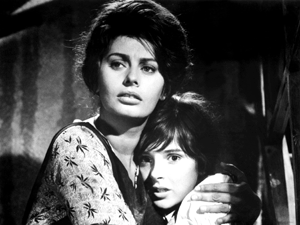
Cesira szerepében az Egy asszony meg a lánya című filmben

A hollywoodi produkciók ellenére Sophia végül egy olasz filmmel vált igazán világhírű, elismert színésznővé. 1960-ban Vittorio De Sica felkérte az Alberto Moravia regényéből készült drámája, az Egy asszony meg a lánya egyik szerepére. Az eredeti elképzelés szerint Anna Magnani játszotta volna az anyát, és Sophia a lányt. Magnani végül azt javasolta, hogy adják Lorennek az anya szerepét. Sophia csodálatos alakítást nyújtott: saját bevallása szerint háborús évei összes fájdalmas élményét beleadta a szerepbe, és kicsit saját anyját, Romildát is játszotta. Játékáért két évvel később elnyerte a legjobb női alakítás Oscar-díját. Innentől kezdve nemzetközi sztárnak számított. Újabb amerikai szerződést kapott, és látványos, fordulatos kalandfilmekben osztottak rá főszerepeket: El Cid, A Római Birodalom bukása, A Crosbow-akció, Arabeszk. A legendás Charlie Chaplin is meghívta utolsó filmjébe, A hongkongi grófnőbe (1966) Marlon Brando mellé. A színészlegenda Brando alaposan felbőszítette a dívát, amikor egy csókjelenet felvétele közben állítólag közölte vele, hogy kis fekete szőrök vannak kolléganője orrában. Az incidens ellenére a két sztár végül összebarátkozott.

## Sztár és színésznő

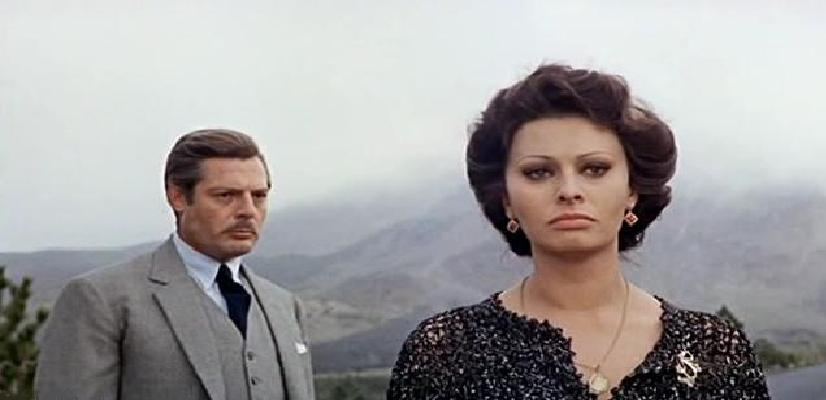
Filumena szerepében Mastroiannival a Házasság olasz módra című filmben

A látványos, de színészileg kisebb kihívást jelentő szuperprodukciók mellett Sophia Európában is folyamatosan dolgozott. Temperamentumos játéka tette élménnyé például Christian-Jaque Szókimondó asszonyság (1961) című filmjét. Természetesen boldogan tett eleget barátja és mestere, De Sica felkéréseinek: Boccaccio ’70, Altona foglyai, Tegnap, ma, holnap, Házasság olasz módra, Napraforgó. (Az utóbbi háromban Mastroianni volt a partnere.) A Tegnap, ma, holnapban (1963) Sophia három különböző nőtípust formált meg ellenállhatatlanul. E filmben látható emlékezetes sztriptízjelenete is, amelyet 3 évtizeddel később Robert Altman Pret-a-porter – Divatdiktátorok című filmjében ironikusan idézett fel. A Házasság olasz módra (1964) főszerepe újra az Oscar közelébe hozta. A Napraforgó (1970) című dráma olasz–szovjet koprodukcióban készült. Dino Risi vígjátéka, A pap felesége (1971) csupán kellemes mozidarab volt, ám Ettore Scola remekműve, az Egy különleges nap (1977), mind Loren, mind Mastroianni pályáján kiemelkedő jelentőségű alkotás. Nem lett sikeres a La Mancha lovagja (1972), amibe talán belejátszott az is, hogy az éneklés se Lorennek, se a címszereplő Peter O’Toole-nak nem volt erős oldala. De Sica utolsó filmjében, a kevéssé sikerült Az utazásban (1974) Mastroianni helyett Richard Burton volt Sophia partnere. Kasszasikernek bizonyult A Cassandra-átjáró (1976) című katasztrófafilmje, amelynek szereposztása igazi sztárparádé volt: Richard Harris, Ava Gardner, Martin Sheen, Alida Valli, Burt Lancaster, Ingrid Thulin, O. J. Simpson. Kínos bukás volt viszont az életéről készült film, amelyben saját anyját is eljátszotta. Nem volt különösebb visszhangja a Szemünk fénye című melodrámájának sem, melyben kisebbik fiával játszott együtt. Az 1990-es években az életművéért kapott Oscar-díj keltette érdeklődést követően előbb Robert Altman csábította vissza a kamerák elé (Pret-a-porter – Divatdiktátorok, 1994), majd Jack Lemmon és Walter Matthau partnereként a tőle megszokott dél-olaszos temperamentummal komédiázott a Még zöldebb a szomszéd nője (1995) című vígjátékban.
Bob Dylan említi őt a I Shall Be Free című dalban, a The Freewheelin’ Bob Dylan című albumon.

## A családanya

Loren-falfestmény Nápolyban

Sophia karrierjének alakulása a színésznő legmerészebb álmait is felülmúlta, ám egy darabig úgy tűnt, gyermek iránti vágya beteljesületlen marad. Kétszer is elvetélt, mígnem harmadik terhessége (1968) idején hónapokon keresztül ki sem kelt az ágyból, és a legszigorúbb orvosi utasításoknak is alávetette magát, hogy a magzat megmaradjon. A rendkívüli elővigyázatosságnak köszönhetően végül megszületett első gyermeke, a kis Carlo, majd 4 év múlva, hasonló előzmények után második fia, Eduardo. Sophia példás családanyának bizonyult. Fényes karrierjét az az adócsalási botrány sem törte ketté, amely miatt kénytelen volt férjével együtt Svájcban letelepedni. Évekkel később, ellenállhatatlan honvágya miatt végül rászánta magát, hogy – nagy publicitás mellett – leülje az emiatt kiszabott büntetését, és hazatérhessen. Okosan használta fel nevének reklámértéket: előbb szakácskönyvekkel, később divatos és igényes kivitelezésű szemüvegekkel jelent meg az üzleti életben. Barátnője, Audrey Hepburn halála után folytatta néhai kolléganője munkáját a UNICEF jószolgálati nagyköveteként. A magyar média 2004-ben különösen sokat foglalkozott vele abból az alkalomból, hogy nagyobbik fia, Carlo Budapesten házasodott: Mészáros Andrea hegedűművésznőt vette feleségül, akivel néhány évvel korábban Bécsben ismerkedett meg. (A polgári aktus a budapesti Bazilikában megtartott egyházi esküvő előtt, Genfben zajlott.)
2007-ben Loren újabb filmszerepéről érkeztek hírek. Rob Marshall rendező Federico Fellini legendás filmje, a 8 és fél (1962) remake-jére készült Javier Bardem, Catherine Zeta-Jones, Penélope Cruz és Marion Cotillard főszereplésével. A Nine (Kilenc) címet viselő 2009-ben elkészült produkcióban Loren alakította a Bardem által megformált filmrendező édesanyját.

## Filmográfia

### Film
| Év   | Magyar cím                      | Eredeti cím                                                                            | Szerep                                 | Magyar hang      |
| ---- | ------------------------------- | -------------------------------------------------------------------------------------- | -------------------------------------- | ---------------- |
| 1950 |                                 | Io sono il capataz                                                                     | diktátor titkárnője                    |                  |
| 1950 |                                 | Le sei mogli di Barbablù                                                               | elrabolt lány                          |                  |
| 1950 |                                 | Tototarzan                                                                             | tarzanide                              |                  |
| 1950 |                                 | Il voto                                                                                | polgár a Piedigrotta fesztiválon       |                  |
| 1950 |                                 | Cuori sul mare                                                                         | statiszta                              |                  |
| 1951 |                                 | Lebbra bianca                                                                          | lány                                   |                  |
| 1951 |                                 | Il padrone del vapore                                                                  | balerina                               |                  |
| 1951 |                                 | Milano miliardaria                                                                     | statiszta                              |                  |
| 1951 |                                 | Il Mago per forza                                                                      | menyasszony                            |                  |
| 1951 | Quo Vadis?                      | Quo Vadis                                                                              | Lygia rabszolganője                    |                  |
| 1951 |                                 | Era lui... sì! sì!                                                                     | odaliszk                               |                  |
| 1951 |                                 | Anna                                                                                   | night club asszisztens                 |                  |
| 1952 |                                 | È arrivato l'accordatore                                                               | Amica di Giulietta                     |                  |
| 1952 |                                 | Il Sogno di Zorro                                                                      | Conchita                               |                  |
| 1952 |                                 | La Favorita                                                                            | Leonora                                |                  |
| 1953 |                                 | Il paese dei campanelli                                                                | Bonbon                                 |                  |
| 1953 |                                 | Ci troviamo in galleria                                                                | Marisa                                 |                  |
| 1953 | Két éjszaka Kleopátrával        | Two Nights with Cleopatra                                                              | Kleopátra / Nisca                      | Almási Éva       |
| 1953 |                                 | La Tratta delle bianche                                                                | Elvira                                 |                  |
| 1953 |                                 | La domenica della buona gente                                                          | Ines                                   |                  |
| 1953 |                                 | Aida                                                                                   | Aida                                   |                  |
| 1953 |                                 | Africa sotto i mari                                                                    | Barbara Lama                           |                  |
| 1954 | Egy nap a bíróságon             | Un giorno in pretura                                                                   | Anna                                   |                  |
| 1954 |                                 | Tempi nostri - Zibaldone n. 2                                                          | lány                                   |                  |
| 1954 |                                 | Miseria e nobiltà                                                                      | Gemma                                  |                  |
| 1954 |                                 | Carosello napoletano                                                                   | Sisina                                 |                  |
| 1954 |                                 | Il Pellegrini d'amore                                                                  | Giulietta / Beppina Delli Colli        |                  |
| 1954 | Nápoly aranya                   | L'oro di Napoli                                                                        | Sofia                                  | Tóth Enikő       |
| 1954 | Nápoly aranya                   | L'oro di Napoli                                                                        | Sofia                                  | Ruttkay Laura    |
| 1954 | Attila, Isten ostora            | Attila                                                                                 | Honoria                                | Götz Anna        |
| 1954 | Kár, hogy bestia                | Peccato che sia una canaglia                                                           | Lina Stroppiani                        | Domján Edit      |
| 1954 | Kár, hogy bestia                | Peccato che sia una canaglia                                                           | Lina Stroppiani                        | Szegedi Erika    |
| 1954 |                                 | La donna del fiume                                                                     | Nives Mongolini                        |                  |
| 1955 | Vénusz jegyében                 | Il segno di Venere                                                                     | Agnese Tirabassi                       | Martin Adél      |
| 1955 | A szép molnárné                 | La bella mugnaia                                                                       | Carmela                                | Ruttkay Laura    |
| 1955 | A szép molnárné                 | La bella mugnaia                                                                       | Carmela                                | Balogh Anna      |
| 1955 | Kenyér, szerelem és…            | Pane, amore e...                                                                       | Donna Sofia, a Kérkedő                 | Bánsági Ildikó   |
| 1955 | Kenyér, szerelem és…            | Pane, amore e...                                                                       | Donna Sofia, a Kérkedő                 | Zakariás Éva     |
| 1956 |                                 | La fortuna di essere donna                                                             | Antonietta Fallari                     |                  |
| 1957 | Fiú a delfinen                  | Boy on a Dolphin                                                                       | Phaedra                                | Felföldi Anikó   |
| 1957 | Büszkeség és szenvedély         | The Pride and the Passion                                                              | Juana                                  | Kéri Kitty       |
| 1957 | Az elveszettek legendája        | Legend of the Lost                                                                     | Dita                                   | Kéri Kitty       |
| 1957 | Az elveszettek legendája        | Legend of the Lost                                                                     | Dita                                   | Keönch Anna      |
| 1958 | Vágy a szilfák alatt            | Desire Under the Elms                                                                  | Anna Cabot                             | Medgyesi Mária   |
| 1958 | Vágy a szilfák alatt            | Desire Under the Elms                                                                  | Anna Cabot                             | Tóth Enikő       |
| 1958 |                                 | The Key                                                                                | Stella                                 |                  |
| 1958 | Fekete orchidea                 | The Black Orchid                                                                       | Rose Bianco                            | Györgyi Anna     |
| 1958 | Magányos apuka megosztaná       | Houseboat                                                                              | Cinzia Zaccardi                        | Náray Erika      |
| 1959 |                                 | That Kind of Woman                                                                     | Kay                                    |                  |
| 1960 | A préri rózsája                 | Heller in Pink Tights                                                                  | Angela Rossini                         | Liptai Claudia   |
| 1960 | Nápolyban kezdődött             | It Started in Naples                                                                   | Lucia Curio                            | Györgyi Anna     |
| 1960 |                                 | The Millionairess                                                                      | Epifania Parerga                       |                  |
| 1960 | A botrány szele                 | A Breath of Scandal                                                                    | Olympia hercegnő                       | Básti Juli       |
| 1960 | Egy asszony meg a lánya         | La ciociara                                                                            | Cesira                                 | Bánky Zsuzsa     |
| 1960 | Egy asszony meg a lánya         | La ciociara                                                                            | Cesira                                 | Moór Marianna    |
| 1961 | El Cid                          | El Cid                                                                                 | Ximena                                 | Hernádi Judit    |
| 1961 | El Cid                          | El Cid                                                                                 | Ximena                                 | Pikali Gerda     |
| 1961 | A szókimondó asszonyság         | Madame Sans-Gêne                                                                       | Catherine Hubscher                     | Margitai Ági     |
| 1961 | A szókimondó asszonyság         | Madame Sans-Gêne                                                                       | Catherine Hubscher                     | Almási Éva       |
| 1962 | Boccaccio ’70                   | Boccaccio ’70                                                                          | Zoe                                    | Bánsági Ildikó   |
| 1962 | Altona foglyai                  | I sequestrati di Altona                                                                | Johanna                                | Bánky Zsuzsa     |
| 1962 | Altona foglyai                  | I sequestrati di Altona                                                                | Johanna                                | Szegedi Erika    |
| 1962 | Kés a sebben (Messze a határ)   | Le Couteau dans la plaie                                                               | Lisa Macklin                           |                  |
| 1963 | Tegnap, ma, holnap              | Ieri, oggi, domani                                                                     | Adelina Sbaratti / Anna Molteni / Mara | Szegedi Erika    |
| 1963 | Tegnap, ma, holnap              | Ieri, oggi, domani                                                                     | Adelina Sbaratti / Anna Molteni / Mara | Kiss Mari        |
| 1964 | A Római Birodalom bukása        | The Fall of the Roman Empire                                                           | Lucilla                                | Kovács Nóra      |
| 1964 | Házasság olasz módra            | Matrimonio all'italiana                                                                | Filumena Marturano                     | Bánsági Ildikó   |
| 1964 | Házasság olasz módra            | Matrimonio all'italiana                                                                | Filumena Marturano                     | Détár Enikő      |
| 1965 | Crossbow-akció                  | Operation Crossbow                                                                     | Nora                                   | Szegedi Erika    |
| 1965 | Lady L                          | Lady L                                                                                 | Lady Louise Lendale / Lady L           | Tóth Enikő       |
| 1966 |                                 | Judith                                                                                 | Judith                                 |                  |
| 1966 | Arabeszk                        | Arabesque                                                                              | Yasmin Azir                            | Tóth Enikő       |
| 1967 | A hongkongi grófnő              | A Countess from Hong Kong                                                              | Natasha                                | Kovács Nóra      |
| 1967 |                                 | C'era una volta                                                                        | Isabella Candeloro                     |                  |
| 1968 | Olasz kísértet                  | Questi fantasmi                                                                        | Maria Lojacono                         | Kocsis Mariann   |
| 1970 | Napraforgó                      | I girasoli                                                                             | Giovanna                               | Békés Rita       |
| 1970 | Napraforgó                      | I girasoli                                                                             | Giovanna                               | Prókai Annamária |
| 1970 | A pap felesége                  | La Moglie del prete                                                                    | Valeria Billi                          | Szegedi Erika    |
| 1970 | A pap felesége                  | La Moglie del prete                                                                    | Valeria Billi                          | Kovács Nóra      |
| 1971 | Mortadella                      | La mortadella                                                                          | Maddalena Ciarrapico                   | Felföldi Anikó   |
| 1972 | La Mancha lovagja               | Man of La Mancha                                                                       | Aldonza / Dulcinea                     | Pálos Zsuzsa     |
| 1972 | La Mancha lovagja               | Man of La Mancha                                                                       | Aldonza / Dulcinea                     | Szórádi Erika    |
| 1973 |                                 | Bianco, rosso e...                                                                     | Hermana Germana                        |                  |
| 1974 | Az utazás                       | Il viaggio                                                                             | Adriana de Mauro                       | Almási Éva       |
| 1974 | Az utazás                       | Il viaggio                                                                             | Adriana de Mauro                       | Tóth Enikő       |
| 1974 | Ítélet                          | Verdict                                                                                | Teresa Leoni                           | Béres Ilona      |
| 1974 | Ítélet                          | Verdict                                                                                | Teresa Leoni                           | Szegedi Erika    |
| 1975 | Hármas fogat                    | la pupa del gangster                                                                   | Pupa                                   | Kiss Erika       |
| 1976 | A Kasszandra-átjáró             | The Cassandra Crossing                                                                 | Jennifer Rispoli Chamberlain           | Borbás Gabi      |
| 1977 | Egy különleges nap              | Una giornata particolare                                                               | Antoinette                             | Szegedi Erika    |
| 1978 | Véres föld                      | Fatto di sangue fra due uomini per causa di una vedova, si sospettano moventi politici | Titina Paterno                         | Szegedi Erika    |
| 1978 | Véres föld                      | Fatto di sangue fra due uomini per causa di una vedova, si sospettano moventi politici | Titina Paterno                         | Kovács Nóra      |
| 1978 | Magas rangú célpont             | Brass Target                                                                           | Mara                                   | Bencze Ilona     |
| 1978 | Magas rangú célpont             | Brass Target                                                                           | Mara                                   | Andai Györgyi    |
| 1978 |                                 | Angela                                                                                 | Angela Kincaid                         |                  |
| 1979 | Tűzharc                         | Firepower                                                                              | Adele Tasca                            | Andresz Kati     |
| 1979 | Tűzharc                         | Firepower                                                                              | Adele Tasca                            | Frajt Edit       |
| 1990 | Szombat, vasárnap és hétfő      | Sabato, domenica e lunedì                                                              | Rosa Priore                            | Frajt Edit       |
| 1994 | Pret-a-porter – Divatdiktátorok | Prêt-à-Porter                                                                          | Isabella de la Fontaine                | Szegedi Erika    |
| 1995 | Még zöldebb a szomszéd nője     | Grumpier Old Men                                                                       | Maria Sophia Coletta Ragetti           | Borbás Gabi      |
| 1997 | Nap                             | Soleil                                                                                 | Maman Levy                             |                  |
| 2002 | A női lélek fájdalmai           | Between Strangers                                                                      | Olivia                                 |                  |
| 2004 | Túl sok románc                  | Peperoni ripieni e pesci in faccia                                                     | Maria                                  |                  |
| 2009 | Kilenc                          | Nine                                                                                   | Mamma                                  | Kovács Nóra      |
| 2011 | Verdák 2.                       | Cars 2                                                                                 | Mama Topolino (olasz hangja)           |                  |
| 2014 | Emberi hang (rövidfilm)         | La voce umana                                                                          | Angela                                 |                  |
| 2020 | Előttem az élet                 | The Life Ahead                                                                         | Madame Rosa                            |                  |
| 2021 |                                 | What Would Sophia Loren Do? (dokumentumfilm)                                           | önmaga                                 |                  |

### Televízió
| Év   | Magyar cím              | Eredeti cím                    | Szerep                                     | Megjegyzések                                              |
| ---- | ----------------------- | ------------------------------ | ------------------------------------------ | --------------------------------------------------------- |
| 1961 |                         | Toast of the Town              | színésznő                                  | 1 epizód                                                  |
| 1974 | Késői találkozás        | Brief Encounter                | Anna Jesson                                | - tévéfilm - magyar hangja: - Kovács Zsuzsa - Kovács Nóra |
| 1980 |                         | Sophia Loren: Her Own Story    | önmaga / Romilda Villani (Loren édesanyja) | tévéfilm                                                  |
| 1986 | Kurázsi                 | Courage                        | Marianna Miraldo                           | tévéfilm                                                  |
| 1988 | Mamma Lucia             | Mamma Lucia                    | Lucia                                      | - minisorozat (3 epizód) - magyar hangja: - Pécsi Ildikó  |
| 1989 | Egy asszony meg a lánya | La Ciociara                    | Cesira                                     | - tévéfilm - magyar hangja: - Szegedi Erika               |
| 2001 | Francesca és Nunziata   | Francesca e Nunziata           | Francesca Montorsi                         | tévéfilm                                                  |
| 2004 | Ők sem voltak szentek   | The Lives of the Saints        | Teresa Innocente                           | tévéfilm                                                  |
| 2010 | Tükreim                 | La mia casa è piena di specchi | Romilda Villani                            | - tévéfilm - magyar hangja: - Kovács Nóra                 |

## Fontosabb díjak és jelölések

### Oscar-díj
- 1962 díj Egy asszony meg a lánya, legjobb színésznő[13]
- 1965 jelölés Házasság olasz módra, legjobb színésznő
- 1991 díj az egész életműért

### Golden Globe-díj
- 1961 jelölés Nápolyban kezdődött, legjobb színésznő (musical/vígjáték kategóriában)
- 1964 Henrietta-díj: a legnépszerűbb színésznő
- 1965 jelölés Házasság olasz módra, legjobb színésznő (musical/vígjáték kategóriában)
- 1965 Henrietta-díj: a legnépszerűbb színésznő
- 1966 Henrietta-díj: a legnépszerűbb színésznő
- 1969 Henrietta-díj: a legnépszerűbb színésznő
- 1971 Henrietta-díj: a legnépszerűbb színésznő
- 1977 Henrietta-díj: a legnépszerűbb színésznő
- 1995 jelölés Pret-a-porter – Divatdiktátorok, legjobb női mellékszereplő
- 1995 Cecil B. DeMille-életműdíj

### Berlini Nemzetközi Filmfesztivál
- 1994 Tiszteletbeli Arany Medve

### BAFTA-díj
- 1962 díj Egy asszony meg a lánya, legjobb külföldi színésznő

### Bambi-díj
- Megkapta: 1961, 1962, 1963, 1964, 1965, 1967, 1968, 1969
- 2007 Életműdíj

### César-díj
- 1991 Tiszteletbeli César-díj

### David di Donatello-díj
- 1959 díj Fekete orchidea, legjobb színésznő
- 1961 díj Egy asszony meg a lánya, legjobb színésznő
- 1964 díj Tegnap, ma, holmap, legjobb színésznő
- 1965 díj Házasság olasz módra, legjobb színésznő
- 1970 díj Napraforgó, legjobb színésznő
- 1974 díj Az utazás, legjobb színésznő (megosztva Monica Vittivel)
- 1978 díj Egy különleges nap, legjobb színésznő (megosztva Mariangela Melatóval)
- 1984 különdíj (Special Plate)
- 1999 életműdíj (Career David)
- 2014 különdíj Emberi hang
- 2020 díj Előttem az élet, legjobb színésznő

### Ezüst Szalag díj
- 1961 díj Egy asszony meg a lánya, legjobb színésznő
- 1978 díj Egy különleges nap, legjobb színésznő

### San Sebastián-i Nemzetközi Filmfesztivál
- 1974 díj Az utazás, legjobb színésznő

### Cannes-i filmfesztivál
- 1961 díj Egy asszony meg a lánya, legjobb női alakítás díja[13]

### Moszkvai filmfesztivál
- 1965 díj Házasság olasz módra, legjobb színésznő
- 1997 Ezüst Szent György-díj

### Velencei filmfesztivál
- 1958 Volpi-kupa Fekete orchidea, legjobb színésznő
- 1998 Életműdíj
- 2002 Pietro Bianchi-díj

## Művei magyarul
- Emlékek és receptek; fotó Alison Harris, ford. Neményi Tünde; Korona, Budapest, 2004
- Tegnap, ma, holnap; ford. Wiesenmayer Teodóra; Helikon, Budapest, 2015